# NGC 2314
NGC 2314 (również PGC 20305 lub UGC 3677) – galaktyka eliptyczna (E3), znajdująca się w gwiazdozbiorze Żyrafy. Odkrył ją Ernst Wilhelm Leberecht Tempel 1 sierpnia 1883 roku.
W galaktyce tej zaobserwowano supernową SN 2005ai.